# Lorenzo Provvedi
Lorenzo Provvedi detto Renzino (Gaiole in Chianti, 10 aprile 1911 – Pontignano, 27 maggio 1991) è stato un fantino italiano.
Renzino vinse il Palio di Siena all'esordio: il 2 luglio 1945 per la Lupa. È l'unico fantino della storia ad aver vinto il solo Palio disputato.

## Carriera

### La vittoria
L'esordio di Renzino coincise con il ritorno del tufo in Piazza del Campo dopo la sospensione dovuta alle vicende belliche della Seconda guerra mondiale. Le difficoltà organizzative furono molte, ma non impedirono lo svolgimento della carriera. I cavalli erano tutti esordienti tranne Folco; tra i fantini, ben cinque montavano per la prima volta un cavallo al Palio: tra questi, proprio Renzino. Alcuni di essi svolgevano addirittura altri mestieri: Primetto Cortigiani detto Ciambella era uno spazzino, Gioacchino Calabrò detto Rubacuori era uno studente di giurisprudenza, lo stesso Renzino era uno stalliere, e neppure conosceva correttamente i colori delle Contrade di Siena. Fu infatti "istruito" dal parroco di Pontignano, don Vittorio
Bonci, contradaiolo dell'Istrice (in seguito divenne correttore della Selva), che non solo gli spiegò i colori ma anche cercò di metterlo in guardia dalle insidie della Piazza. Un aneddoto racconta che Renzino, prima di indossare il giubbetto della propria Contrada, chiese addirittura quanto avrebbe dovuto pagare per correre il Palio.
La Lupa, nonostante gli iniziali accordi presi con Tripolino, si trovò a ridosso del Palio senza una monta, dal momento che lo stesso Tripolino e Michele Rossi detto Saragiolo II si rifiutarono di montare il cavallo sorteggiato alla contrada, Mughetto. Fu il lupaiolo Mario Bracci (in seguito membro della Consulta nazionale, Ministro del commercio con l'estero e rettore dell'Università di Siena) a suggerire di assegnare la monta allo stalliere della propria tenuta di Pontignano (una frazione di Castelnuovo Berardenga). Nonostante lo scetticismo generale, si decise di far provare Renzino: le prove andarono bene (vinse la terza), e l'entusiasmo dei contradaioli andò crescendo. Prima della carriera, il mangino lupaiolo Mario Bertini diede a Renzino alcune pastiglie di simpamina, un farmaco anfetaminico stimolante il cui effetto si prolungava per circa due ore, provocando successivamente sonnolenza.
Favorita della vigilia era la Giraffa con Tripolino, già vincitore di sei Palii, sull'esperto barbero Folco, anche lui vincitore sei volte (chiuderà la carriera con otto successi). Renzino su Mughetto era di rincorsa; ci furono alcune mosse annullate, che ritardarono la partenza, cosa che fece temere ai contradaioli la fine dell'effetto stimolante della simpamina. Tuttavia si decise finalmente a partire, e Renzino scattò in seconda posizione, subito dietro Tripolino. La Giraffa rimase prima per quasi tutta la carriera, ma alla terza curva di San Martino accadde il colpo di scena: Renzino si giocò il tutto per tutto, e mise in atto una manovra spettacolare, superando Tripolino addirittura all'esterno della curva, riuscendo a passare per primo di fronte al palco delle comparse con lo zucchino calato sugli occhi. Renzino passò per primo il bandierino dell'arrivo, ma continuò a correre finché non venne bloccato a San Martino: aveva infatti perso il conto dei giri.
La vittoria sfruttò al fantino la notevole cifra di 100.000 lire dell'epoca. Durante le feste per la vittoria in contrada, Renzino rivelò di avere risposto "Venti!" a Tripolino, che alla mossa gli si era avvicinato dicendogli "Dieci!". Quando gli venne spiegato che avevano pattuito un compenso di dieci o ventimila lire in caso di vittoria dell'uno o dell'altro, Renzino si disperò; venne però tranquillizzato dai contradaioli, poiché il pagamento spettava alla Contrada della Lupa.

### Dopo il successo
Nel Palio successivo dell'agosto 1945, Renzino venne ingaggiato dalla Civetta per montare il grande Folco; venne però minacciato da alcuni contradaioli dell'Istrice dopo aver disputato la prima prova. Molto spaventato, lasciò Siena in moto, promettendo di abbandonare la carriera di fantino. Tuttavia già nell'agosto 1946 tornò in Piazza del Campo, ingaggiato ancora dalla Lupa per montare nuovamente Folco. Durante la quarta prova subì però un brutto infortunio per via di duro ostacolo da parte di Alfredo Ricci detto Ruscetto, fantino dell'Aquila.
Renzino rimase ancora nel giro: disputò alcune batterie e una prova nel 1948 per la Giraffa, ma non corse più il Palio. È rimasto l'unico fantino imbattuto della storia.

## Presenze al Palio di Siena
| Palio         | Contrada | Cavallo  | Note |
| ------------- | -------- | -------- | ---- |
| 2 luglio 1945 | Lupa     | Mughetto |      |